# 吕阿协定
吕阿协定是1946年1月25日，东蒙古人民自治政府内防部部长、东蒙自治军司令员阿思根 、兴安南部地区主任乌力图與西满军区领导吕正操、李富春、张平化在郑家屯（今吉林省辽源）签署的协定。 根據該協定，东蒙自治軍決定接受东北民主联军西满军区的领导和指挥，西满军区向东蒙自治军派驻政治工作人员，西满军区为东蒙自治军提供武器、弹药和部分给养。 